# Bługowo (Złotów)
Pour les articles homonymes, voir Bługowo.
Bługowo (prononciation : [bwuˈɡɔvɔ]) est un village polonais de la gmina de Złotów dans le powiat de Złotów de la voïvodie de Grande-Pologne dans le centre-ouest de la Pologne.
Il se situe à environ 13 kilomètres au sud-est de Złotów (siège de la gmina et du powiat), et à 98 kilomètres au nord de Poznań (capitale de la Grande-Pologne).
Le village possédait une population de 260 habitants en 2006.

## Histoire
De 1975 à 1998, le village faisait partie du territoire de la voïvodie de Piła.

Depuis 1999, Bługowo est situé dans la voïvodie de Grande-Pologne.